# Colin Miller (Fußballspieler)
Colin Fyfe Miller (* 4. Oktober 1964 in Hamilton, South Lanarkshire, Schottland) ist ehemaliger kanadischer Fußballspieler und heutiger -trainer.

## Spielerkarriere

### Vereine
Im Alter von 10 Jahren wanderte Millers Familie nach Vancouver, Kanada aus. 1982, im Alter von 18 Jahren, unterzeichnete er seinen ersten Profivertrag bei den Toronto Blizzards, die damals in der North American Soccer League spielten. Die NASL wurde 1984 ausgelöst und Millers wechselte nach Schottland zu den Glasgow Rangers. In den folgenden zwei Spielzeiten kam er nur in zwei Ligaspielen zum Einsatz.
1986 wechselte Miller zu den Doncaster Rovers, die damals in der dritten englischen Liga spielten. 1988 kehrte Miller nach Kanada zurück. Bei den Hamilton Steelers blieb er eine Saison, ehe er Ende 1988 nach Schottland zurückkehrte. Bei Hamilton Academical spielte er die nächsten fünf Jahre. 1990 wurde Miller für kurze Zeit an die Hamilton Steelers ausgeliehen.
Nach kurzen Aufenthalten beim FC St. Johnstone und FC Heart of Midlothian wechselte er 1995 zu Dunfermline Athletic, wo er drei Jahre lang spielte. Miller beendete seine Karriere als Fußballspieler im Jahr 2000 bei Hamilton Academical, wo er als Spielertrainer angestellt war. Von 2004 bis 2005 war er als Spielertrainer bei den Abbotsford Mariners in der USL Premier Development League nochmals aktiv.

### Nationalmannschaft
Miller gab sein Debüt für die Kanadische Fußballnationalmannschaft am 19. Juni 1983 unter Tony Waiters gegen Schottland. Er gehörte 1986 zum Kader der Kanadier bei der Fußball-Weltmeisterschaft in Mexiko. Allerdings wurde nicht eingesetzt. Im November 1987 absolvierte er im Spiel gegen Costa Rica sein letztes Länderspiel.

## Trainerkarriere
Nachdem er als Spielertrainer bei Hamilton Academical seine erste Trainerstation innegehabt hatte, wurde Miller im Jahr 2000 Assistenztrainer der kanadischen Nationalmannschaft. Von 2003 bis 2004 betreute er diese als Interimstrainer. Von 2005 bis 2007 war er Jugendtrainer bei der Abbotsford Soccer Association und betreute die Abbotsford Rangers bzw. Mariners in der USL Premier Development League.
Am 3. Juli 2007 wechselte Miller als Assistenztrainer zu Derby County, die damals in der englischen Premier League spielten. Am 2. April 2008 ging er zurück nach Kanada und betreute die Victoria Highlanders in der USL PDL als Trainer und Sportdirektor. Nebenbei betreute er noch die Frauenfußballmannschaft der University of the Fraser Valley.
Am 25. März 2010 wurde er Nachfolger des deutschen Trainers Thomas Niendorf bei Vancouver Whitecaps FC Residency, der Jugendakademie des damaligen USL-First-Division-Franchises Vancouver Whitecaps. Nach dem Wechsel des Franchises in die Major League Soccer war er in der Saison 2011 auch Assistenztrainer der ersten Mannschaft. Am 26. Oktober 2011 trennten sich die Whitecaps von Miller, da der neue Trainer Martin Rennie seinen eigenen Trainerstab miteinbringen wollte.
Seit dem 27. November 2012 ist Miller Trainer des FC Edmonton in der NASL.
Im Januar 2013 wurde Miller nochmals Interimstrainer der Nationalmannschaft Kanadas. Er betreute die Mannschaft auch während des CONCACAF Gold Cups 2013. Unterstützt wurde er hier von dem Technischen Direktor der Canadian Soccer Association, Tony Fonseca.